# ديفيد بيرك (ملاكم)
ديفيد بيرك (بالإنجليزية: David Burke)‏ (3 فبراير 1975 بليفربول في المملكة المتحدة - ) هو ملاكم بريطاني، صنّف ضمن فئة وزن الريشة ‏. شارك في الألعاب الأولمبية الصيفية 1996.

## وصلات خارجية
- دايفيد بيرك على موقع اللجنة الأولمبية الدولية (الإنجليزية)
- دايفيد بيرك على موقع أوليمبيديا (الإنجليزية)
- دايفيد بيرك على موقع اللجنة الأولمبية البريطانية (الإنجليزية)